# V342 Весов
V342 Весов (лат. V342 Librae) — одиночная переменная звезда в созвездии Весов на расстоянии (вычисленном из значения параллакса) приблизительно 2677 световых лет (около 821 парсека) от Солнца. Видимая звёздная величина звезды — от +12,7m до +11,4m.

## Характеристики
V342 Весов — красный гигант, пульсирующая полуправильная переменная звезда типа SRB (SRB) спектрального класса M8III или M8.